# Take It to the Limit
Take It to the Limit — drugi album studyjny zespołu rockowego Hinder. Produkcja albumu rozpoczęła się w styczniu 2008, a sam album wydany został 4 listopada 2008. Nagrywany był przez Jaya Van Poederooyena w Van Howes Studios w Vancouver, producentem płyty był Brian Howes. Album uzyskał status złoty od RIAA.

## Wydanie
Pierwszy singel "Use Me" został udostępniony stacjom radiowym 7 lipca 2008, a ściągnąć można go było od 15 lipca 2008. Utwór "Heaven Sent" był wykonywany jeszcze na koncertach grupy Hinder w 2007, początkowo nazwana "Heaven Lost You".
Drugi singel, "Without You", został udostępniony stacjom radiowym 23 września 2008.
Singel "Use Me" jest również pierwszą piosenką dostępną do ściągnięcia do gier Rock Band oraz Guitar Hero World Tour.
Zespół Hinder został w listopadzie 2008 uznany za "Wykonawcę miesiąca" ("Artist of the Month") na platformie Xbox Live, pozwalając członkom platformy z pakietem Gold na ściągnięcie teledysku "Use Me" w rozdzielczości 480p za darmo.

## Odbiór
Płyta została odebrana chłodno, zbierając często nieprzychylne recenzje. Christian Hoard z Rolling Stone napisał o wokaliście Austinie Winklerze jako o "złym przykładzie dla emocjonalnych wyrostków". W najgorszej recenzji, Stephen Thomas Erlewine z AllMusic dając ocenę 1,5/5 opisał zespół jako "gorliwe trzymanie się wszystkich głupich stereotypów grupy rockowej wywodzących się z Sunset Strip z roku 1988". Opisuje też, jak "ośmieszający brak wyobraźni" posiada Hinder poprzez wykorzystanie do utworów nazw innych znanych piosenek.
Entertainment Weekly dał mniej negatywną ocenę C+, ale powtórzył zarzuty dotyczące braku oryginalności i kontrastujących ze sobą stylów piosenek. Chris Willman wyjaśniając to, powiedział: "Jeżeli byłbyś młody, zakochany, głupi w piciu (...) być może wybaczysz Hinderowi jego brak oryginalności i przewagę problemów z życiem [pokazanych w tej płycie]".

## Lista utworów
1. "Use Me" - 3:49
2. "Loaded and Alone" - 4:06
3. "Last Kiss Goodbye"- 3:48
4. "Up All Night" - 3:33
5. "Without You" - 3:52
6. "Take It to the Limit" (z Mickiem Marsem z Mötley Crüe) - 3:11
7. "The Best is Yet to Come" - 3:22
8. "Heaven Sent" - 3:41
9. "Thing for You" - 3:59
10. "Lost in the Sun" - 3:52
11. "Far from Home" - 4:03

## Utwory dodatkowe
Best Buy dołącza sześć dodatkowych utworów do płyty. Wśród nich są wykonania podczas koncertów oraz wersje akustyczne niektórych piosenek.
- "Heaven Sent (Live)" - 3:42
- "Loaded and Alone (Acoustic)" - 3:34
- "Lost in the Sun (Live)" - 3:46
- "The Best is Yet to Come (Acoustic)" - 3:21
- "Without You (Acoustic)" - 3:52
- "Use Me (Live)" - 4:30

Walmart również wydaje specjalną edycję albumu, w której dostępne są 3 dodatkowe utwory oraz płyta DVD.
- "Thunderstruck" (cover AC/DC) - 4:52
- "Live For Today" - 2:56
- "Running In The Rain" (Extreme Behavior outtake) - 3:35

Wydanie w sklepie iTunes zawiera natomiast dwa dodatkowe utwory.
- "Heartless" - 3:38
- "One Night Stand" - 3:14

## Pozycje na listach
| Lista (2008)                        | Najwyższa pozycja |
| ----------------------------------- | ----------------- |
| U.S. Billboard 200                  | 4                 |
| U.S. Billboard Top Rock Albums      | 3                 |
| U.S. Billboard Top Hard Rock Albums | 2                 |
| Canadian Albums Chart               | 11                |

## Produkcja
- Austin Winkler: wokal
- Joe "Blower" Garvey: gitara
- Mark King: gitara
- Mike Rodden: bass
- Cody Hanson: perkusja
- Brian Howes: producent